# Данилов, Владимир Владимирович
Владимир Владимирович Данилов (1948, Яблоновка, Днепропетровская область — 1999, Москва) — российский писатель, диссидент. Сторонник идей славянского неоязычества, в том числе идеи принадлежности русских к «арийцам».
Основатель (в 1995 году, совместно с Ингой Мочаловой) и глава «Партии духовного ведического социализма», взаимодействовавшей с вайшнавами (кришнаитами) и проводившей идею родства арийских народов, но не поддержанной большинством правых партий.

## Биография
Родился в 1948 году в селе Войково (ныне село Яблоновка) Широковского района Днепропетровской области. По национальности украинец.
Был освобождённым секретарём комитета комсомола ПТУ № 37 города Кривой Рог, членом КПСС, студентом 2-го курса заочного отделения исторического факультета Днепропетровского госуниверситета.
18 августа 1973 года был арестован «за изготовление произведений, порочащих советский государственный и общественный строй». 16 января 1974 года судебной коллегией Днепропетровского областного суда по статьям 187-1, 211, 222 часть 2 УК УССР приговорён к 3 годам исправительно-трудовой колонии общего режима. Отбывал наказание в городе Жёлтые Воды, в учреждении № 308/26. 18 апреля 1975 года был досрочно освобождён.
Вернулся в Кривой Рог, где работал слесарем, рабочим, затем, скрыв судимость, — учителем истории и преподавателем кафедры педагогики.
25 мая 1987 года был арестован во второй раз по обвинению в съёмках порнографического фильма. 10 октября 1987 года судом Центрально-Городского района Кривого Рога осуждён по статьям 194-2 и 211 УК УССР на 3 года исправительно-трудовой колонии. Был освобождён 25 мая 1990 года и переехал в Москву.
В 1990 году вошёл в партию «Демократический союз» Валерии Новодворской. Выпускал самиздатскую газету «Антисоветский Кривбасс». В мае 1991 года был арестован по обвинению в публичных призывах к насильственному свержению общественного строя. Был освобождён из Лефортовской тюрьмы в связи с августовскими событиями 1991 года.
В 1992 году вышел из «Демократического союза». Сотрудничал с газетой «Воля России». В июне 1992 года объявлен координатором «Правительства Национального единства, создаваемого группой бывших политзаключенных».
В июле 1993 года возглавил «Партию национального единства», которая постепенно перешла к радикально-националистическим и неоязыческим лозунгам и в 1995 году была преобразована в «Партию духовного ведического социализма». Партия называла себя «партией арийского единства». Своей целью она ставила «образование богоцентричной славяно-тюркской арийской империи в границах СССР 1975 года». К концу 1990-х годов деятельность партии прекратилась. В конце 1995 — начале 1996 года принимал участие в создании «Духовного движения России», которое возглавил космонавт Владимир Аксёнов.
Публиковался в серии «Арийский путь», выходившей во второй половине 1990-х годов под грифом Российской академии наук.
Представляясь уполномоченным Отдела теоретических проблем РАН, в 1997 году Данилов провел турне по Белоруссии с целью распространения своих идей «славяно-тюркского национал-социализма». Свои «научные» изыскания он пытался предложить официальным структурам республики и романтически настроенным бывшим кришнаитам, йогам и др., объявив их теорией, которая способна объединить славянские народы на основе формирования веры в «славянского» Бога — Крышень-Сварога (Кришны).
Называл себя «академиком» самопровозглашённой «Народной академии». В своей книге «Арийская империя» (второе издание, 2000) значится как заведующий кафедрой духовного естествознания Отдела теоретических исследований Российской академии наук академик В. В. Данилов; предисловие написал директор государственного учреждения «Отдел теоретических исследований РАН» академик доктор физико-математических наук Э. И. Андрианкин. В составе Российской академии наук не существует «Отдела теоретических исследований» и его «экспертного совета»; в её составе нет академиков В. В. Данилова и Э. И. Андрианкина.
Умер в 1999 году, Москва.

## Взгляды
Согласно Д. Ю. Полиниченко, концепция Данилова сочетает элементы кришнаизма, славянского неоязычества и собственных идей. Историк и религиовед А. В. Гурко писал, что идеи Данилова состоят из «смеси нацистских идей, кришнаизма и откровений московского адвоката славянской праверы А. Асова». Данилов считал индоарийские Веды принадлежащими славянам и развивал своё учение на их основе. В. А. Шнирельман отмечал, что Данилов пытался приспособить учение Бхактиведанты Свами Прабхупады к славянскому неоязычеству. В своей аргументации Данилов использовал, в частности, собственный вариант перевода отдельных частей «Велесовой книги».
Писал об индоарийско-славянских божествах и «арийской» прародине славян. По мнению Данилова, всё население мира всегда говорило и говорит сегодня на чистейшем санскрите, языке Богов и волхвов. Иного языка не существует и не может существовать. Слова всех языков составлены из слов языка богов и ведунов. «Чтобы узнать истинный смысл любого современного русского слова, необходимо разбить его на составные части, являющиеся отдельными санскритскими словами, и сделав их перевод с помощью санскритско-русского словаря, прочесть их по очереди… Прочитав же и переведя каждое санскритское слово отдельно, в их правильном расположении (справа налево), мы узнаем истинный смысл каждого русского слова». Подчёркивал значение свастики как, по его мнению, «арийского» и славянского символа солнца и добра.
По утверждению Данилова, «иудомасоны» совершают ритуальные убийства и используют в ритуальных целях кровь младенцев.
Данилов придерживался идеи о целенаправленной языковой политике врагов русского языка. По его мнению, русский язык является бесценной сокровищницей сокровенных мировоззренческих знаний, «несмотря на то, что наш геополитический противник уже тысячелетие целенаправленно и злобно коверкает, засоряет и запрещает его». «Диверсанты, объявленные Церковью иудо-христианских колонизаторов святыми, как раз и строили свой глобальный план порабощения сознания ариев на том, что стоит заменить в написании слова всего одну букву… или убрать от некоторых согласных звуков практически не читаемое, а лишь придыхаемое „х“, как люди перестают понимать, что сказано, или написано, одно и то же слово». Победившие «ариев» «слуги Дьявола запрещают называть факты, явления и всё прочее их подлинными именами», но «самое страшное для врага и самое счастливое для вас время наступит тогда, когда каждый из Ариев узнает истинный смысл каждого произнесенного им слова».
Лидеры Нацистской Германии и сам Адольф Гитлер, по словам Данилова, полностью или частично были евреями, кроме Геринга, который, согласно Данилову, однако, был женат на еврейке. Данилов отрицает Холокост. По его мнению, уничтожения евреев в гетто и лагерях смерти не было. Он писал, что на Нюрнбергском процессе нацистские лидеры оговорили себя под пытками. Всех советских вождей и современных руководителей России он называет евреями.
Писал об окончании «эпохи Калиюга», или эпохи Рыб, эпохи войн и беззаконий и вступление человечества в эру Водолея, времени мира и справедливости.
Обширный иллюстрированный раздел второго тома «Арийской империи» (второе издание, 2000) посвящён «ведийской арио-славянской» науке любви, «амара-ль-найе» — «самой сокровенной части Кама-сутры», которая по откровенности существенно превосходит архаичную индийскую Камасутру. Автор утверждает, что «Хуй» — первые три буквы древнерусского прозвища Всевышнего. Техникам даётся расовое и мистическое обоснование: «Где тут Его уздечка? Вот прекрасно — не обрезана. Ты — истинный арий… Когда половое сношение выполняется через рот женщины, тогда именно к предкам идет энергия власти его Божественного сока». В конце женщина должна отдаться многим «арийским» мужчинам сразу. В предисловии указано: «экспертный совет ОТП РАН не разделяет позицию и некоторые трактовки автора, изложенные в главе 6».
Данилов отвергал учения других авторов «славянского ведизма»: «псевдонаучного» и «псевдоязыческого» Александра Асова, «тщеславные и безграмотные творения» Виктора Кандыбы, «Славяно-арийские веды» Александра Хиневича.

## Влияние
А. В. Гурко писал, что идеи Данилова оказали влияние на общество единства духовных культур «Возрождение», зарегистрированное в Минюсте Беларуси как организация, ставящая целью «объединение усилий отдельных граждан, трудовых коллективов, общественных, государственных и иных организаций, направленных на взаимодействие восточных и западных, древних и современных культур…». Руководителем «Возрождения» является бывший кришнаит, представитель международного общества ведической культуры, «Славянского круга», «венед» Олег Макаев.

## Примечание
1. 1 2 3 4 5 6  Полиниченко, 2012.
2. 1 2  Шнирельман, 2015, том 2, с. 101.
3. 1 2  Гайдуков, 2016б, с. 45.
4. ↑  Клейн, 2004, с. 125.
5. 1 2 3 4  Электронный архив фонда Иофе.
6. 1 2 3 4 5  Шнирельман, 2012.
7. ↑  Шнирельман, 1997, с. 16.
8. ↑  Шнирельман, 2015, том 2, с. 154.
9. 1 2 3  Гурко, 2001, с. 74.
10. 1 2  Клейн, 2004, с. 126.
11. ↑  Клейн, 2004, с. 128—129.
12. ↑  Люди Кришны — Видура прабху. (Рассказывает Кришнананда дас)
13. 1 2 3  Клейн, 2004, с. 127.
14. ↑  Шнирельман, 2015, том 1, с. 417.
15. ↑  Шнирельман, 2015, том 1, с. 148.
16. ↑  Клейн, 2004, с. 127, 129.
17. ↑  Шнирельман, 2015, том 2, с. 142.
18. ↑  Клейн, 2004, с. 127—129.
19. ↑  Клейн, 2004, с. 126—127.